# Spetsai (F-453)
La frégate grecque Spetsai (F-453) (en grec : : Φ/Γ ΣΠΕΤΣΑΙ) est le deuxième navire de la classe de frégates grecques  Hydra. Elle est basée sur les frégates allemandes de la Classe Meko 200 de Blohm + Voss et a été construite par Hellenic Shipyards Co. à Skaramangás.

## Historique
La frégate Spetsai est la deuxième unité de la classe Hydra et alors que le navire tête de cette classe, la frégate Hydra est construite à Hambourg, la Spetsai est construite en Grèce par les chantiers Hellenic Shipyards Co. à Skaramangás. Il s'agit du cinquième navire de la marine hellénique à porter le nom de l'île de Spetsès, dans le golfe Saronique. Elle a participé à des opérations internationales telles que l'opération Enduring Freedom.